# 競豚
競豚（けいとん）は、若いブタが土や人工芝、砂利道、または鉄骨で囲まれた小さな囲いの中を走り回る競技である。通常は純粋に娯楽やチャリティのために行われ、家族向けの行事であるため、賭け事が行われることはほとんどない。